# Memecylon madgolense
Memecylon madgolense är en tvåhjärtbladig växtart som beskrevs av James Sykes Gamble. Memecylon madgolense ingår i släktet Memecylon och familjen Melastomataceae. Inga underarter finns listade i Catalogue of Life.